# Nanni di Banco
Pour les articles homonymes, voir Banco.
Giovanni di Antonio di Banco, dit Nanni di Banco est un sculpteur né à Florence dans les années 1380 et mort dans la même ville en 1421.

## Biographie
Fils d'Antonio di Banco, un sculpteur de la construction de la cathédrale de Florence, il est né dans la ville vers 1380. Sa formation a probablement eu lieu au sein du cercle des sculpteurs florentins actifs au cours de la construction de Santa Maria del Fiore, en particulier sur le chantier de construction pour la décoration de la porte nord de l'église, rebaptisé Porta della Mandorla, qui a débuté en 1391.
En 1405, il s'inscrit à l'Arte dei Maestri di Pietra e Legname afin de pratiquer l'activité de sculpteur. Il s'associe avec Donatello, qui, contrairement aux rapports de Vasari, était son contemporain et non son maître, pendant quinze ans sur le chantier du Duomo.
Entre 1407 et 1408 il travaille à la Porta della Mandorla, pour laquelle il a sculpté les reliefs, prophètes ainsi que probablement d'autres figures non identifiées de façon unanime. 
En 1419, avec Filippo Brunelleschi et Donatello il réalise un modèle perdu de la coupole de Santa Maria del Fiore. Il mourut aux environs de quarante ans, et son meilleur élève et héritier artistique fut Luca della Robbia. Il rompt avec le style gothique toscan tardif, s'en échappe et ouvre, par son modernisme, la voie à Michel-Ange.

## Œuvres
- 1406 - Œuvre précoce d'une statue de prophète semblable à une figure du portail de la Mandorle de la cathédrale de Florence.
- 1414 - Fronton : L’Apparition de la Vierge à saint Thomas son œuvre majeure qu'il ne verra pas mise en place.
- Pour le Duomo de Florence et pour l'église d'Orsanmichele - Saints Luc et Isaïe, Saint Éloi, et Les Quatre Saints couronnés.